# Lacrimas Profundere
Lacrimas Profundere (lateinisch Tränen vergießen) ist eine deutsche Dark-Rock-Band aus Waging am See.

## Geschichte

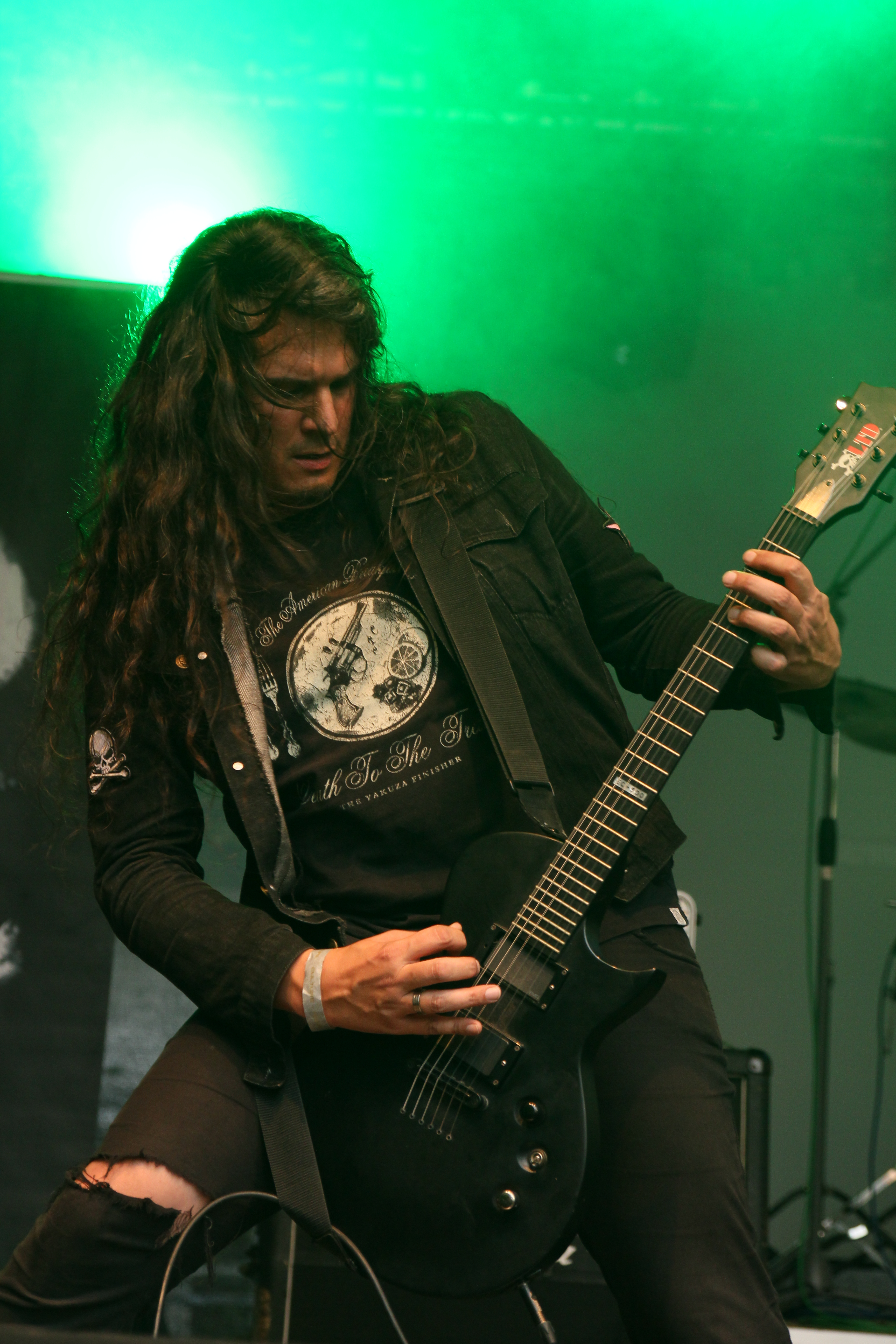
Oliver Nikolas Schmid gründete Lacrimas Profundere 1993 und ist das einzig beständige Mitglied der Band

Lacrimas Profundere wurde 1993 von dem Gitarristen Oliver Nikolas Schmid gegründet, kurz darauf schloss sich sein Bruder Christopher dem Projekt an. Die beteiligten Musiker wechselten über den Aktivitätszeitraum der Gruppe mehrfach. Letzthin verblieb einzig Oliver Nikolas Schmid als beständiges Mitglied der Gruppe. In einer ersten stabilen Bandkonstellation, die mitunter von der klassischen Instrumentenausbildung der Violinistin Anja Hötzendorfer profitierte wurde 1995 das Debütalbum …And the Wings Embraced Us ohne verlegendes Label veröffentlicht. Das Album erhielt wenige, jedoch positive Kritiken, welche zumeist Parallelen zu My Dying Bride zogen. Das Album generierte indes genug Popularität um das zweite Album La Naissance D’Un Rêve über das schweizerische Independent-Label Witchhunt Records zu veröffentlichen. Auch mit diesem zweiten Album generierte Lacrimas Profundere nur geringe Aufmerksamkeit. Dennoch konnte die Band nach der Veröffentlichung einen Vertrag mit Napalm Records abschließen, wodurch das dritte 1999 erschienene Studioalbum Memorandum entsprechend breiter beworben werden konnte. Die Kooperation mit Napalm Records behielt die Band über Jahre bei und generierte zunehmend Popularität. Memorandum verschaffte der Gruppe international eine positive Rezeption und ermöglichte der Band Erfolge in Südamerika und Japan, wo sie auf unterschiedlichen Festivals auftraten.
Mit dem vierten 2001 veröffentlichten Studioalbum Burning: A Wish vollzog die Band eine nachhaltige Stilveränderung hin zum Dark Rock. Burning: A Wish wurde international positiv aufgenommen und konnte die mit Memorandum aufgebaute Popularität ausbauen. Mit dem 2002 nachfolgenden Fall, I Will Follow knüpften Lacrimas Profundere an dem Erfolg an und das Album konnte sich international in Musikmagazinen als Album des Monats platzieren. Es folgten Auftritte mit Paradise Lost und Amorphis. Die aufgebaute Popularität führte mitunter dazu, dass die Gruppe zu dem 2004 veröffentlichten Album Ave End ein erstes Musikvideo zum Titelstück aufnahm. Das Video wurde im deutschen Musikfernsehen, insbesondere auf VIVA in die Rotation aufgenommen.
Das zwei Jahre nach Ave End veröffentlichte Filthy Notes for Frozen Hearts stieg als erstes Album der Gruppe in die deutschen Albumcharts ein. Einige der darauf folgenden Alben bauten diesen Erfolg noch weiter aus. Filthy Notes for Frozen Hearts erreichte Platz 82, Songs for the Last View Platz 73 und Hope is Here Platz 30. Mit Hope is Here vollzogen Lacrimas Profundere einen Labelwechsel zu SPV. Indes wurden die Veröffentlichungen seit Filthy Notes for Frozen Hearts wechselhaft beurteilt. Kritische Stimmen bezeichnen die Veröffentlichungen als abwechslungsarm, lobende Rezensionen betiteln die Ausrichtung hingegen einen gefundenen Stil. Durchgehend positive Rezeption wie zu den vorausgegangenen Alben erfuhr die Gruppe allerdings kaum mehr. Die Popularität der Band blieb dennoch bestehen. So trat die Band mittlerweile in 29 Ländern, insbesondere in Asien, Südamerika und Europa sowie auf unterschiedlichen Metal- und Schwarze-Szene-Festivals auf.
Ende Mai gab Nikolas Schmid bekannt, dass Sänger Roberto Vitacca die Band verlassen habe. Der Auftritt auf dem M’era Luna Festival 2018 war der letzte Auftritt von Vitacca, der während des Konzerts an seinen Nachfolger, Julian Larre, übergab.
Des Weiteren verließen auch der langjährige Lead-Gitarrist Tony Berger sowie die Rhythmus-Crew, bestehen aus den Zwillingen Clemens (Bass) und Christoph (Schlagzeug) Schepperle, die Band noch am selben Tag.
Am sechsten Mai kündigte die Band mitsamt der Singleauskopplung A Cloak Woven Of Stars, das Nachfolgealbum zu Bleeding The Stars, welches mit How To Shroud Yourself With Night betitelt ist, für den 26. August an. Thematisch setzt sich das Album mit Isolation und dem Wunsch zu verschwinden auseinander.

## Stil
Mit den wechselnden Musikern veränderte die Gruppe zunehmend den gespielten Stil vom Gothic Metal der ersten Alben hin zu einem als „Rock’n’Sad“ bezeichneten Dark Rock späterer Veröffentlichungen. Die frühen Veröffentlichungen werden mit populären Gothic-Metal-Bands wie My Dying Bride und Anathema verglichen, wohingegen die Veröffentlichungen seit Burning: A Wish mit Bands wie HIM und The 69 Eyes assoziiert werden. Die Texte sind, außer dem Lied Lilienmeer, welches auf Deutsch vorgetragen wird, und Priamus von La Naissance D’Un Rêve, welches in Latein gesungen wird, auf Englisch gehalten.

## Bandmitglieder

Lacrimas Profundere live auf dem Rockharz 2019
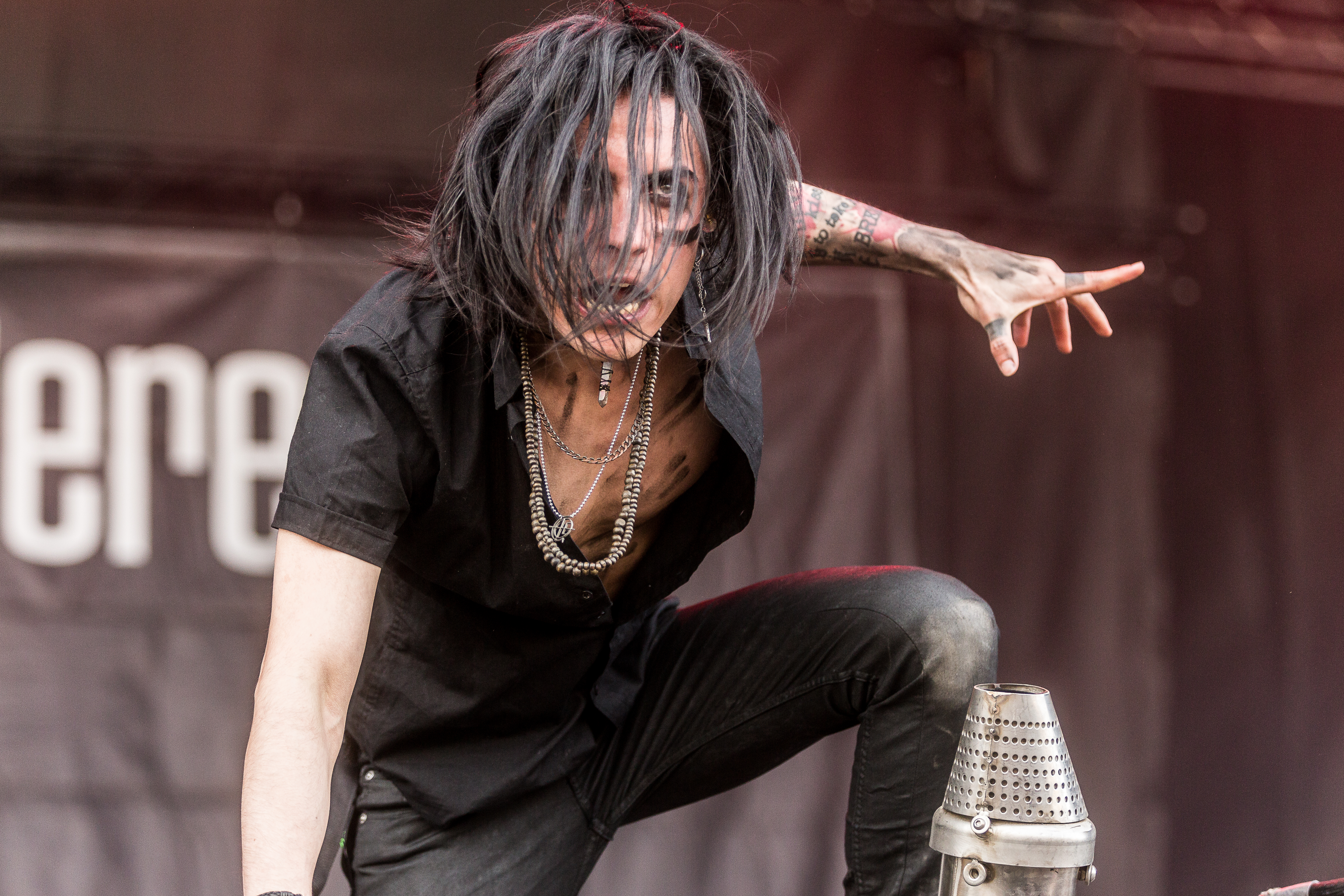
Sänger Julian Larre
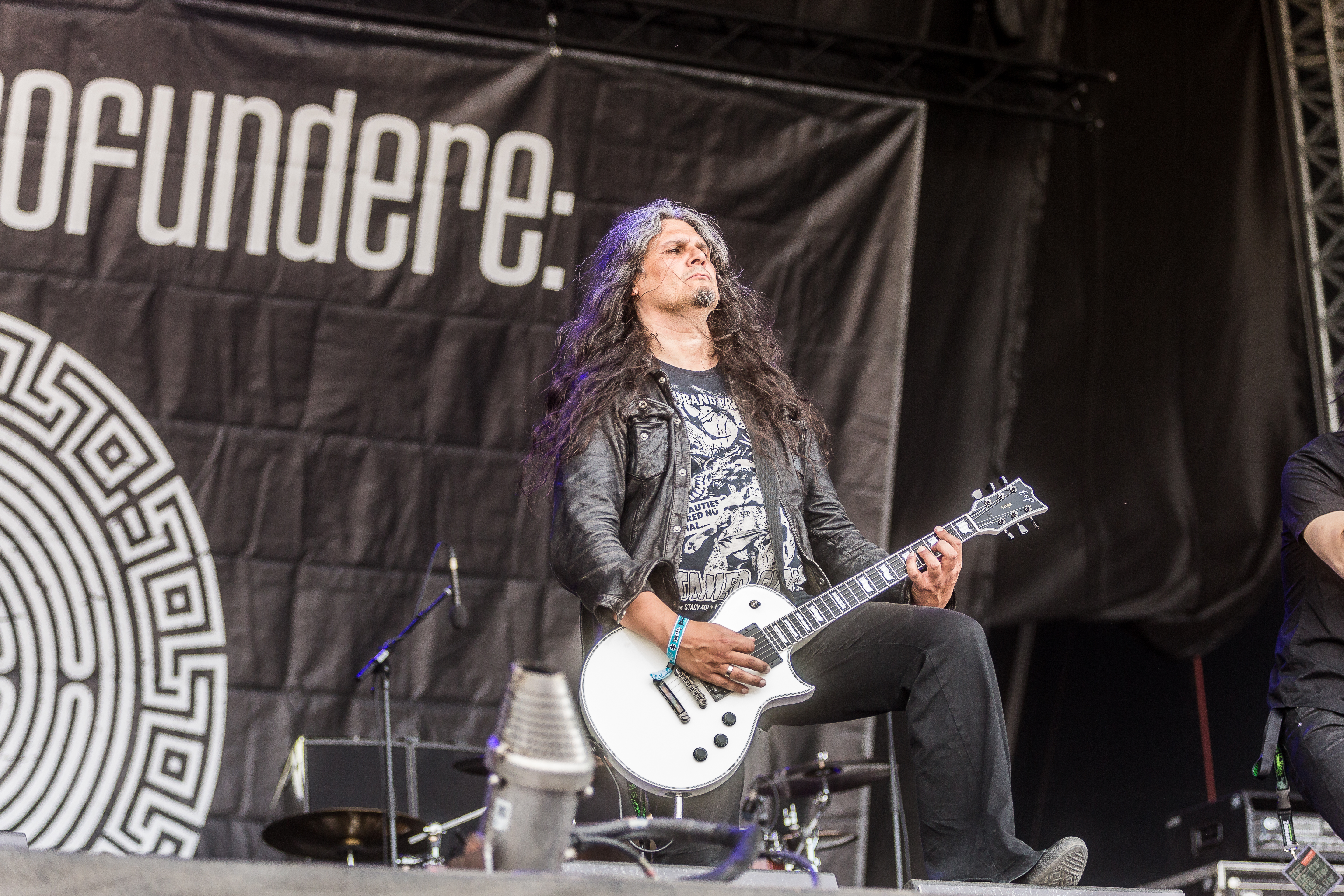
Gitarrist Oliver Nikolas Schmid
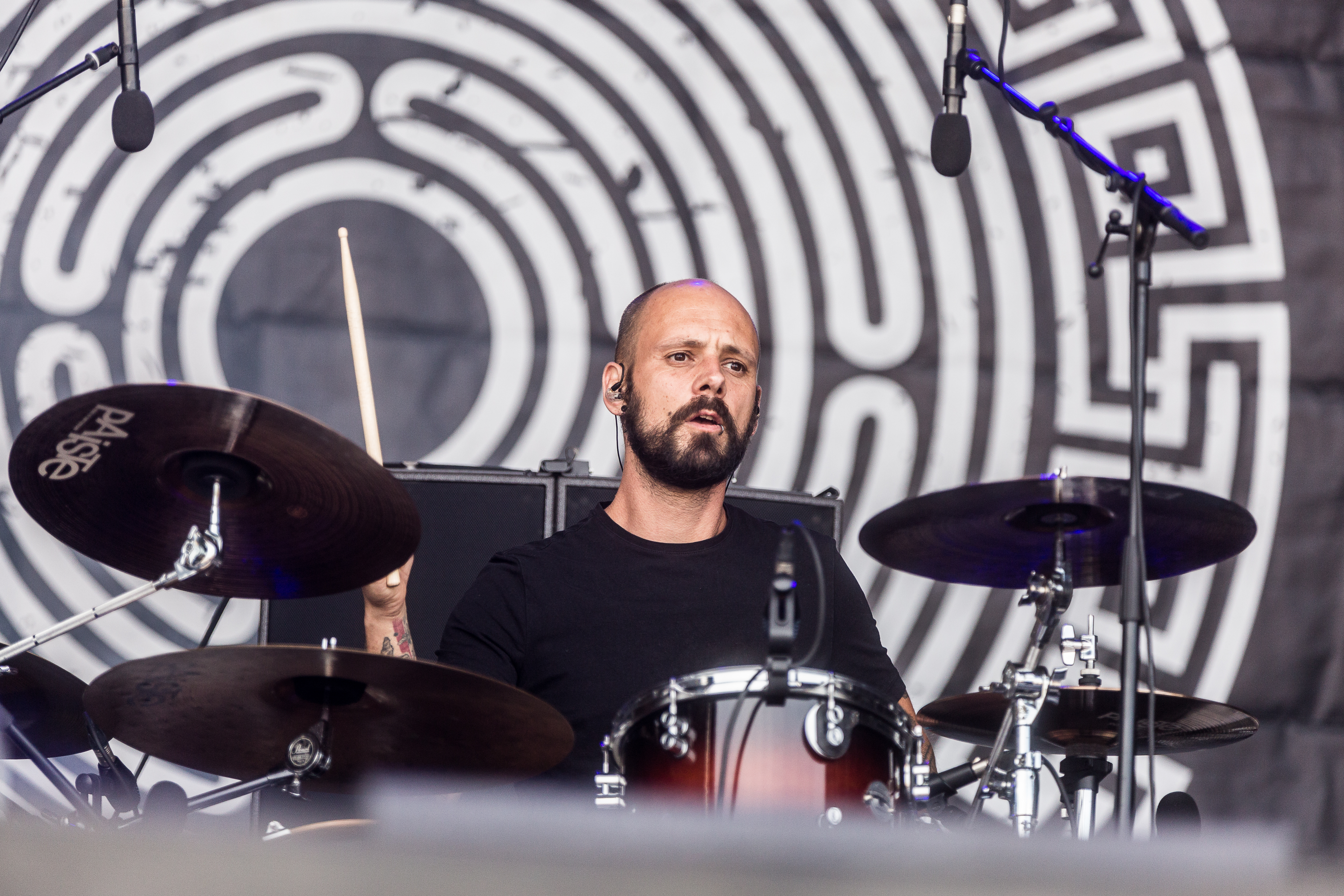
Schlagzeuger Dominik Scholz
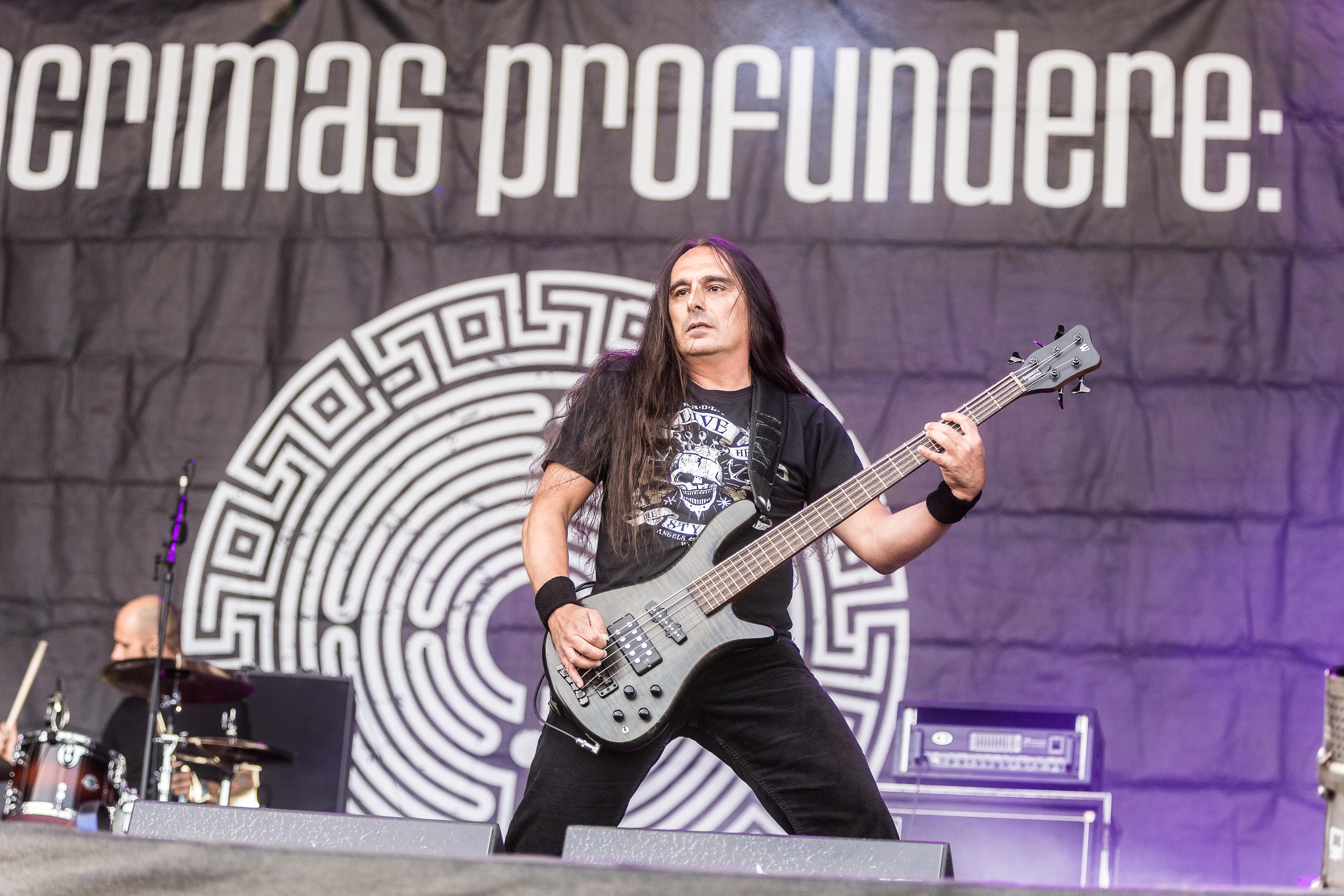
Live-Bassist Ilker Ersin

## Diskografie

### Alben
- 1995: …And the Wings Embraced Us (Selbstverlag)
- 1997: La Naissance D’Un Rêve (Witchhunt Records)
- 1999: Memorandum (Napalm Records)
- 2001: Burning: A Wish (Napalm Records)
- 2002: Fall, I Will Follow (Napalm Records)
- 2004: Ave End (Napalm Records)
- 2006: Filthy Notes for Frozen Hearts (Napalm Records)
- 2008: Songs for the Last View (Napalm Records)
- 2010: The Grandiose Nowhere (Napalm Records)
- 2013: Antiadore (Napalm Records)
- 2016: Hope Is Here (SPV)
- 2019: Bleeding the Stars (Oblivion)
- 2022: How to Shroud Yourself with Night (Oblivion)

### Singles und EPs
- 2004: Ave End/Sarah Lou (Single, Napalm Records)
- 2006: Again It’s Over (EP, Napalm Records)
- 2008: A Pearl (Download-Single, Selbstverlag)
- 2023: Breathing Souls (Single, Steamhammer)